# 회색머리지빠귀

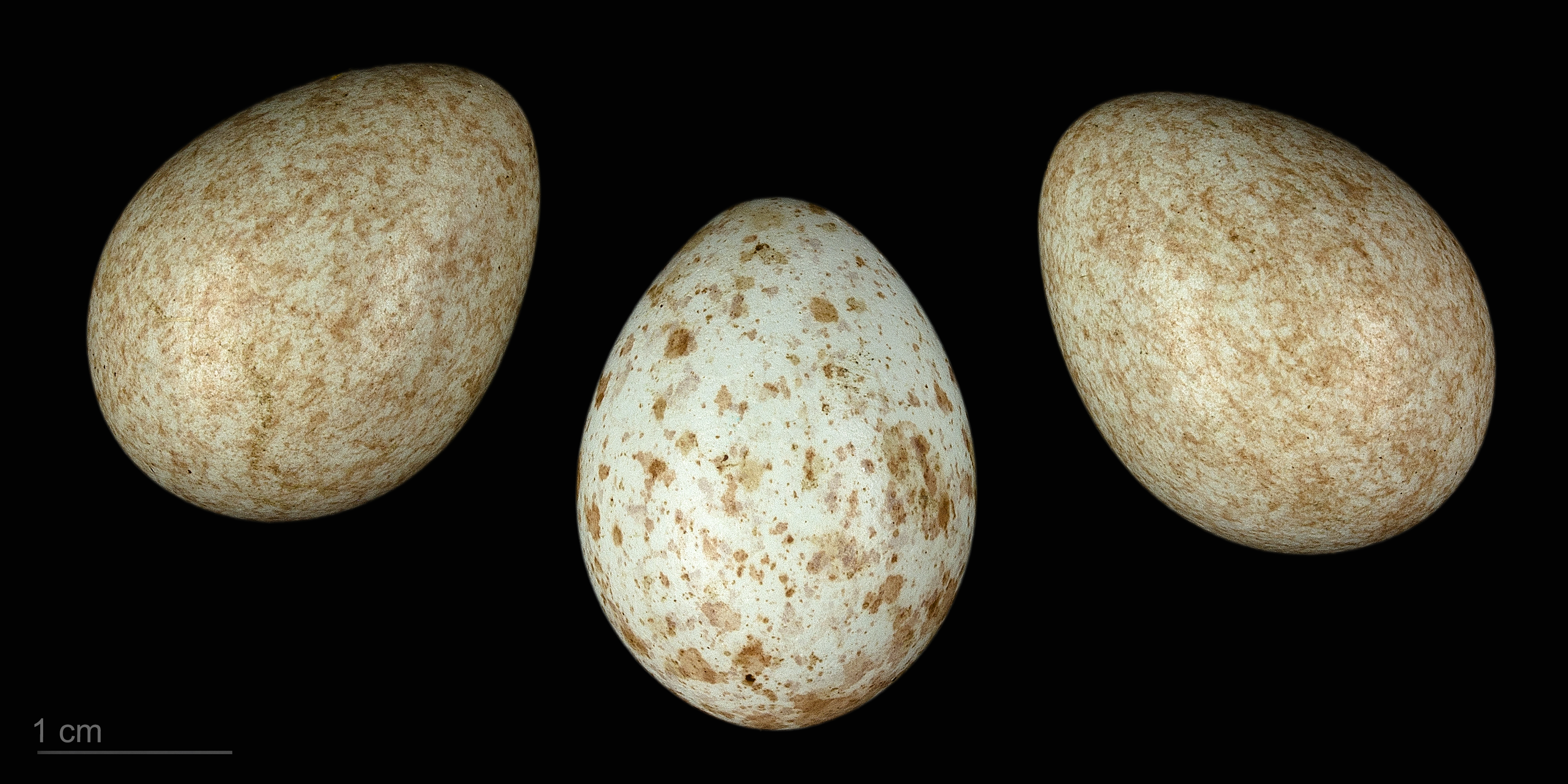
Turdus pilaris

회색머리지빠귀(fieldfare, 학명: turdus pilaris)는 지빠귀과에 속하는 새의 하나이다. 유럽 북부와 구북구에 걸쳐 삼림 지대와 관불에서 번식을 한다. 철새의 하나로 겨울에 남쪽으로 이주한다. 브리튼 제도에서는 매우 보기 어렵지만 영국, 남유럽, 북아프리카, 중동에서 많은 수가 겨울을 난다. 잡식 동물이며 여름에 다양한 연체동물, 곤충, 지렁이를 먹으며 겨울에는 베리, 곡물, 씨를 먹는다.
회색머리지빠귀는 포식자로부터 보호를 받기 위해 작은 집단을 이루며 둥지를 튼다. 둥지는 나무로 만들며 여기에 대여섯 개의 알을 품는다. 어린 놈들은 양부모에 의해 먹이를 받아먹으며 2주후 둥지를 떠난다.
몸 길이는 25센티미터이며 등은 갈색이고 날개와 꼬리는 어두우며 아래날개는 흰색이다. 가슴에는 점이 많이 찍혀있다.